# Применко Георгій Іванович
Гео́ргій Іва́нович Приме́нко (* 1934) — доктор фізико-математичних наук (1993), професор (1995). Лауреат Державних премій УРСР (1986) та України (2000) в галузі науки і техніки.

## З життєпису
Народився 1934 року в місті Київ. 1957-го закінчив Київський університет, де відтоді й працював. В 1993—1995 і 2000—2020 роках — професор, у 1995—2000-х — завідувач кафедри ядерної фізики, водночас у 1985—1995 роках — заступник декана з наукової роботи фізичного факультету.
Лауреат Державної премії України в галузі науки і техніки-2000 — «За розробку і створення апаратурних комплексів та їх застосування в ядерній фізиці, енергетиці та інших галузях науки і техніки»; він та Каденко Ігор Миколайович; Коломієць Микола Федорович; Корж Іван Олександрович; Майданюк Володимир Карпович; Лещенко Борис Юхимович; Прокопець Геннадій Олександрович; Рижиков Володимир Діомидович; Семиноженко Володимир Петрович; Шевченко Валерій Андрійович.
Напрям наукових досліджень:
- створення джерел швидких нейтронів та вивчення ядерних реакцій за участю нейтронів;
- розроблення джерел термоядерних нейтронів в установках на основі низьковольтних прискорювачів;
- створення апаратурних комплексів та їх застосування в ядерній фізиці, енергетиці.

Серед робіт:
- «Питання фізики швидких нейтронів. Мішені для отримання нейтронів», співавтор; 1972;
- «Джерела нейтронів», 1993; співавтор
- «Розпорошування поверхні мішені — спосіб отримання стабільного потоку 14 МеВ нейтронів»; 1996; співавтор
- «Визначення перерізів ядерних реакцій (n, x) на свинці та вісмуті при енергії нейтронів 14,6 МеВ»; 2001; співавтор
- «Фторована композиція сухого тертя» (2008; співавтор)[1]
- «Перерізи ядерних реакцій (n, x) на ізотопах диспрозію, ербію та ітербію»; 2011 (співавтор).